# 吳宗濬
吳宗濬（1884年—？年），字逸民，浙江省湖州府歸安縣人，東京高等工業學校機械科畢業，工科進士。

## 生平
- 留学日本官费生。
- 宣統三年（1911年）九月，經學部驗看考試列最優等，賞給工科進士。[4]
- 民國初年（1912年）間，浙江第一師範教師，教用器具畫[5]。
- 民國7年（1918年）間，浙江省立甲種工業學校主任[6]。

武林鐵工廠的創辦人之一，並曾任廠長，仿製成許多織綢機械，如提花機、綢扣等，皆是我國從前所不能制者，故為日貨的抵製品，貢獻甚大，惜早逝。

## 親屬[8]
沈節，吳宗濬女，民国12年12月生，中國中醫研究院研究員。民国36年畢業於南京國立藥學專科學校。民国37年-1962年在北京大學醫學院藥學系任助教、講師、副教授，其後在北京市衛生局藥品檢驗所中藥室檢驗中草藥10年：1979年在中國中醫研究院中藥研究所中藥室任職研究員。曾參與馬王堆漢墓的中藥材鑒定工作。夫吳斌，法國里昂大學醫學博士學位，巴黎巴斯德研究院細菌科研究工作，天津第二醫院內科主任、北京市立傳染病醫院醫務主任，1959年去世。子吳寧、吳馨、吳盈。